# Olek (powiat nakielski)
Olek – wieś w Polsce położona w województwie kujawsko-pomorskim, w powiecie nakielskim, w gminie Szubin. Wchodzi w skład sołectwa Żurczyn.
W latach 1975–1998 miejscowość administracyjnie należała do województwa bydgoskiego.
Ludność: 53 mieszkańców (2004).
We wsi znajdują się trzy stawy, w tym "Łowisko Karaś".
Działa artystyczno- terapeutyczna "Pracownia Prowincjonalna".
W okresie zimowym organizowane są spotkania morsów nad Stawem Ostoja.
Wzdłuż głównej drogi powiatowej, stoi ceglana, murowana kapliczka maryjna z początku XX wieku.